# Les Planches-près-Arbois
Les Planches-près-Arbois är en kommun i departementet Jura i regionen Bourgogne-Franche-Comté i östra Frankrike. Kommunen ligger i kantonen Arbois som tillhör arrondissementet Lons-le-Saunier. År 2022 hade Les Planches-près-Arbois 86 invånare.

## Befolkningsutveckling
Antalet invånare i kommunen Les Planches-près-Arbois
Referens:INSEE